# Klepacz (moneta)
Klepacz – popularna nazwa fałszywej monety drobnej, zwłaszcza szelągów miedzianych klepanych z miedzianej blachy.